# Nejproduktivnější hráči na mistrovství světa juniorů v ledním hokeji
Seznam uvádí nejproduktivnější hráče na mistrovství světa juniorů v ledním hokeji, kteří od roku 1977 na mistrovstvích světa juniorů v ledním hokeji dosáhli nejvyššího součtu vstřelených gólů a nahrávek na gól.

## Nejproduktivnější hráči jednotlivých ročníků MSJ
| Rok                         | Hráči                           | Body | Branky | Nahrávky |
| --------------------------- | ------------------------------- | ---- | ------ | -------- |
| MSJ 1977                    | Dale McCourt                    | 18   | 10     | 8        |
| MSJ 1978                    | Wayne Gretzky                   | 17   | 8      | 9        |
| MSJ 1979                    | Vladimir Krutov                 | 14   | 8      | 6        |
| MSJ 1980                    | Vladimir Krutov                 | 11   | 7      | 4        |
| MSJ 1981                    | Dieter Hegen                    | 9    | 8      | 1        |
| MSJ 1982                    | Raimo Summanen                  | 16   | 7      | 9        |
| MSJ 1983                    | Vladimír Růžička                | 20   | 12     | 8        |
| MSJ 1984                    | Raimo Helminen                  | 24   | 11     | 13       |
| MSJ 1985                    | Esa Keskinen                    | 20   | 6      | 14       |
| MSJ 1986                    | Shayne Corson                   | 14   | 7      | 7        |
| MSJ 1987                    | Ulf Dahlén                      | 15   | 7      | 8        |
| MSJ 1988                    | Alexandr Mogilnyj               | 18   | 9      | 9        |
| MSJ 1989                    | Jeremy Roenick                  | 16   | 8      | 8        |
| MSJ 1990                    | Robert Reichel                  | 21   | 11     | 10       |
| MSJ 1991                    | Doug Weight                     | 19   | 5      | 14       |
| MSJ 1992                    | Mikael Nylander                 | 17   | 8      | 9        |
| MSJ 1993                    | Peter Forsberg                  | 31   | 7      | 24       |
| MSJ 1994                    | Niklas Sundström                | 11   | 4      | 7        |
| MSJ 1995                    | Marty Murray                    | 15   | 6      | 9        |
| MSJ 1996                    | Jarome Iginla                   | 12   | 5      | 7        |
| MSJ 1997                    | Michael York                    | 10   | 5      | 5        |
| MSJ 1998                    | Jeff Farkas                     | 10   | 6      | 4        |
| MSJ 1999                    | Brian Gionta                    | 11   | 6      | 5        |
| MSJ 2000                    | Henrik Sedin                    | 13   | 4      | 9        |
| MSJ 2001                    | Pavel Brendl                    | 10   | 4      | 6        |
| MSJ 2002                    | Mike Cammalleri                 | 11   | 7      | 4        |
| MSJ 2003                    | Patrik Bärtschi Igor Grigorenko | 10   | 6      | 4        |
| MSJ 2004                    | Nigel Dawes                     | 11   | 6      | 5        |
| MSJ 2005                    | Patrice Bergeron                | 13   | 5      | 8        |
| MSJ 2006                    | Phil Kessel                     | 11   | 1      | 10       |
| MSJ 2007                    | Erik Johnson Mikko Lehtonen     | 10   | 4      | 6        |
| MSJ 2008                    | James van Riemsdyk              | 11   | 5      | 6        |
| MSJ 2009                    | Cody Hodgson                    | 16   | 5      | 11       |
| MSJ 2010                    | Derek Stepan                    | 14   | 4      | 10       |
| MSJ 2011                    | Brayden Schenn                  | 18   | 8      | 10       |
| MSJ 2012                    | Jevgenij Kuzněcov               | 13   | 6      | 7        |
| MSJ 2013                    | Ryan Nugent-Hopkins             | 15   | 4      | 11       |
| MSJ 2014                    | Teuvo Teräväinen                | 14   | 2      | 12       |
| MSJ 2015                    | Sam Reinhart                    | 11   | 5      | 6        |
| MSJ 2016                    | Jesse Puljujärvi                | 17   | 5      | 12       |
| MSJ 2017                    | Kirill Kaprizov                 | 12   | 9      | 3        |
| MSJ 2018                    | Casey Mittelstadt Martin Nečas  | 11   | 4 3    | 7 8      |
| MSJ 2019                    | Grigori Denisenko               | 9    | 4      | 5        |
| MSJ 2020                    | Samuel Fagemo                   | 13   | 8      | 5        |
| MSJ 2021                    | Trevor Zegras                   | 18   | 7      | 11       |
| MSJ 2022                    | Mason McTavish                  | 17   | 8      | 9        |
| MSJ 2023                    | Connor Bedard                   | 23   | 9      | 14       |
| MSJ 2024                    | Jiří Kulich                     | 12   | 6      | 6        |
| MSJ 2025                    | Cole Hutson                     | 11   | 3      | 8        |
| Zdroj na eliteprospects.com |                                 |      |        |          |